# 5 Lacertae
5 Lacertae (5 Lac / HD 213311 / HR 8752 / HIP 111022) es una estrella binaria en la constelación Lacerta que se encuentra a más de 1100 años luz de distancia del sistema solar. Con magnitud aparente +4,37 es la tercera estrella más brillante de la constelación después de α Lacertae y 1 Lacertae. 
5 Lacertae es una binaria espectroscópica de largo período —41,95 años— que ha podido ser resuelta por interferometría de moteado. Las dos componentes, separadas 0,1 segundos de arco, son dos estrellas de características físicas dispares. La estrella más brillante es una fría gigante roja luminosa de tipo espectral M0II, mientras que su acompañante es una estrella caliente de la secuencia principal de tipo B8V.
A partir de su diámetro angular, 5,43 milisegundos de arco —valor obtenido indirectamente mediante espectrofotometría considerando el oscurecimiento de limbo—, se puede conocer aproximadamente, dada la incertidumbre en la distancia, el tamaño real de la estrella gigante. Su diámetro es aproximadamente 273 veces más grande que el del Sol.
Tiene una temperatura efectiva de unos 3700 K y una masa estimada entre 7,7 y 9,8 masas solares.
El sistema, cuya edad se cifra en 25 millones de años, brilla con una luminosidad 26.000 veces mayor que la del Sol.
5 Lacertae es una variable irregular, cuyo brillo varía entre magnitud +4,37 y +4,56. Recibe la denominación de variable V412 Lacertae.